# Xã Breckenridge, Quận Wilkin, Minnesota
Xã Breckenridge (tiếng Anh: Breckenridge Township) là một xã thuộc quận Wilkin, tiểu bang Minnesota, Hoa Kỳ. Năm 2010, dân số của xã này là 255 người.